# ガイコツパンダホヤ
ガイコツパンダホヤ（学名：Clavelina ossipandae）は、ホヤ綱に属する群体性の海産無脊椎動物である。日本の久米島周辺で地元のダイバーによって発見され、特徴的な外見から2024年の正式記載以前よりSNSやテレビなどのメディアで注目を集めた。

## 特徴
本種は、白く横に走る血管が「骨」のように見えること、前面に見られる不明な機能の黒色斑点がパンダの目や鼻に似ていることから「ガイコツパンダホヤ」と呼ばれる。
サンゴ礁の強い潮流のある場所、水深約20メートル付近に固着して生息しており、1〜4体の透明な動物体（zooid）からなる群体（コロニー）を形成する。個体のサイズは最大で約2センチメートル。個体同士は「ストロン（stolon）」と呼ばれる組織でつながっており、無性生殖で増殖するが、有性生殖も可能である。

## 発見の経緯
本種の存在は、正式記載以前の2017年ごろに沖縄県の琉球諸島に属する久米島で地元のダイバーにより撮影された写真によって広く知られるようになった。特にダイビングショップを営んでいた寺井俊治氏による写真がTwitterなどのSNSで拡散され、NHKや民放各局でも取り上げられた。
これを見た北海道大学の尾索動物研究者である長谷川直大氏は、2018年にTwitter上でこの画像に接し、既知のホヤとは異なると判断。クラウドファンディングの支援を受けて2021年に調査を実施し、冬季にしか接近できない久米島沖のトンバラ岩で標本の採取を行った。
調査では、1〜4体からなる4つの群体が採取され、標本は北海道大学総合博物館の無脊椎動物コレクションに収蔵された。2024年、’‘Clavelina ossipandae’’として正式に新種記載された。